# Старая Маскара
Старая Маскара (баш. Иҫке Масҡары) — деревня в Белокатайском районе Республики Башкортостан Российской Федерации. Входит в состав Белянковского сельсовета.

## География

### Географическое положение
Расстояние до:
- районного центра (Новобелокатай): 47 км,
- центра сельсовета (Белянка): 7 км,
- ближайшей ж/д станции (Нязепетровская): 40 км.

## Население
| 2002 | 2009 | 2010 |
| ---- | ---- | ---- |
| 145  | ↘136 | ↘120 |

Согласно переписи 2002 года, преобладающая национальность — башкиры (94 %).